# ムワッヒド朝

ムワッヒド朝
الموَحدون (アラビア語)
ⵉⵎⵡⴻⵃⵃⴷⴻⵏ (ベルベル語)

ムワッヒド朝の位置

| 先代                                            | 次代                                                                                     |
| ----------------------------------------------- | ---------------------------------------------------------------------------------------- |
| ムラービト朝 ハンマード朝 タイファ シチリア王国 | マリーン朝 ハフス朝 ザイヤーン朝 ナスル朝 カスティーリャ王国 アラゴン王国 ポルトガル王国 |
ムワッヒド朝（ムワッヒドちょう、アラビア語: المُوَحِّدُون, al-Muwaḥḥidūn, アル＝ムワッヒードゥーン）は、ベルベル人のイスラム教改革運動を基盤として建設されたイスラム王朝（1130年 - 1269年）である。首都はマラケシュ。
現在のモロッコに興り、チュニジア以西の北アフリカ（マグリブ）とイベリア半島の南部アル＝アンダルス（現アンダルシア州とほぼ同じかやや広い範囲）を支配した。
アラビア語名称「アル＝ムワッヒドゥーン」は「唯一神を信仰する者、一神教を奉じる者」を意味する能動分詞 مُوَحِّدٌ（muwaḥḥid, ムワッヒド）の複数形に定冠詞をつけたもの（＝the monotheists）で、改革運動の根幹となった神の唯一性（タウヒード）を重視する思想に由来。
この名称のスペイン語訛りから、ヨーロッパではアルモハード朝（英語: Almohad Caliphate）という名前で知られている。

## 歴史

### ムワッヒド集団誕生から王朝へ
ムワッヒド朝の起源は、ベルベル人のマスムーダ族出身のイブン・トゥーマルトが開始したイスラム改革運動にある。彼は現在のモロッコ南部アトラス山脈の出身で、初め村のモスクで読み書きを教わり、続いてマラケシュ・コルドバで学び、12世紀の初頭に東方への遊学とマッカ巡礼に出た。そこでムラービト朝治下のマグリブのイスラム教を改革する必要を感じたイブン・トゥーマルトは帰郷すると、ムラービト朝の公定法学派であるマーリク学派に属するイスラム法学者（ウラマー）を痛烈に批判した。1121年には故郷で自らが救済者（マフディー）であると宣言して、ムラービト朝に対する反乱を開始した。トゥーマルトは神の唯一性（タウヒード）を重視する教義を説き、そこから彼に従う勢力は「タウヒードの信徒」を意味するムワッヒドの名で呼ばれた。
トゥーマルトが1130年に没すると、弟子のアブドゥルムウミンまたはアブド・アルムーミン（以下「アブド・アルムーミン」と表記）が後継者に就き、彼の孫で3代目のヤアクーブ・マンスールは自らをカリフになぞらえてカリフの称号であるアミール・アル＝ムウミニーン（信徒たちの長）を指導者の称号とした。アブド・アルムーミン以降、ムワッヒド集団は彼の子孫がアミール・アル＝ムウミニーンとして後継者の地位を継承する王朝へと変容するが、ムワッヒドの名がそのまま王朝名として使われることになる。
余所者のアルムーミンがムワッヒド集団を従えたのは、師であるトゥーマルトの出身部族マスムーダ族を上手く懐柔したからであり、彼の死後後継者争いで分裂するマスムーダ族の支持を取り付け、トゥーマルトの後継者の座を獲得してカリフの名乗りも実現、息子を自分の後継者に据えたムワッヒド王朝まで作り上げた。代償としてアルムーミンはマスムーダ族に便宜を図り、王朝で高い地位を与え、軍事力を背景にしたマスムーダ族有力者の長老（シャイフ）たちと協調しつつ牽制する困難な政権運営を余儀なくされた。彼以後のカリフは自家の人間（サイイド）を各都市の太守に任命しながらシャイフを補佐に置き、両者のバランスを保つ政策を取ったが、やがて権威を分与されたシャイフたちはムワッヒド朝にとって大きな災いとなっていった。

### マグリブ・アンダルスに進出
アルムーミンはアトラス山脈に篭ってムラービト朝に対する攻撃を続け、1147年にはマラケシュを占領してムラービト朝を滅ぼした。さらにムラービト朝の衰退後ムスリム（イスラム教徒）の領土へと侵攻していたクリスチャン（キリスト教徒）たちとの戦いに積極的に乗り出し、マラケシュ占領前の1146年にイベリア半島に散らばる小規模なイスラム国家群（タイファ）の招きに応じてジブラルタル海峡を渡り、1147年にセビリアへ入城した。この時はセビリアの反乱やキリスト教諸国のレコンキスタなどでアンダルス支配は進まなかったが、徐々にアンダルスやマグリブ東部にまで進出、ズィール朝やハンマード朝を滅ぼして、ムワッヒド軍は1159年にチュニジア（イフリーキヤ）へ進出、モロッコからアルジェリア、チュニジア南部までマグリブのほとんど全域を支配するに至った。
一方でアンダルスにも目を向け、1150年、サレの対岸にアンダルス征服の前線基地リバートを建設、都市計画へと規模を拡大してセビリアに次ぐ第2の首都となるラバトを作った。そうして準備を整えてからアンダルスへ渡海、1153年にマラガ、翌1154年にグラナダ、1157年にアルメリアを落としていった。しかしムスリムかつタイファの一員でありながらキリスト教勢力に味方するイブン・マルダニーシュ（通称ローボ王）に阻まれ、アンダルスはほぼ統一されたが、マルダニーシュの支配地ムルシア・バレンシアは征服出来なかった。アルムーミンは再度アンダルス征服を考えたが1163年に死去、息子アブー＝ヤアクーブ・ユースフ1世がカリフに即位しアンダルス完全統一を希求した。
即位以前にセビリアの統治者を務めたアブー＝ヤアクーブ・ユースフ1世はアンダルスに強い関心を持ち、1171年にアンダルスへ渡海して5年間留まり、セビリアを事実上の首都としてモスクや宮殿建設を行い、全領土を統治した。翌1172年にマルダニーシュが死去、息子たちから遺領を引き渡されたことでアンダルス完全統一を果たした。これを契機にユースフ1世は更なる征服を進め、カスティーリャ、ポルトガル、レオンへ遠征したが、ムルシア、アルカンタラ、カセレス平定以外は成果が上がらず、1176年にチュニジアで反乱が起こったためモロッコへ帰国した。それから8年後の1184年にアンダルスへ再渡海したユースフ1世はポルトガルの都市サンタレンを包囲したが、様々な悪条件が重なり包囲は中止および撤退となり、ユースフ1世も戦傷が原因でセビリア帰還途中に死亡、息子のヤアクーブ・マンスールがカリフを継いだ。ユースフ1世の治下では哲学者イブン・トファイルやイブン・ルシュドが活躍し、アンダルスのイスラム文化が頂点を極めた。
第3代君主ヤアクーブ・マンスールの時代にムワッヒド朝は最盛期を迎え、反カスティーリャのレオン王アルフォンソ9世と休戦協定を結ぶ一方で1190年と1191年の2度ポルトガル南部へ侵攻、シルヴェス・パルメラ・アルカセル・ド・サル・アルマダを奪い取った。チュニジアの反乱でアンダルス征服を中断したが1195年にアンダルスへ戻り、7月19日のアラルコスの戦いでカスティーリャ王アルフォンソ8世（アルフォンソ9世の従兄）を破り、1196年と1197年にも繰り返しアンダルス征服を敢行、トレド・マドリードなどアンダルス諸都市を侵略した。また軍事的成果だけでなく外交でも手腕を発揮したマンスールはレオンやナバラ王サンチョ7世と同盟を結び、キリスト教諸国を分裂させてカスティーリャを窮地に追い込んだ。こうしてキリスト教徒によるレコンキスタを防ぎ、東ではリビア西部まで支配下に加えてムワッヒド朝の最大版図を実現したマンスールは1199年に死去、息子のムハンマド・ナースィルが後を継ぎ第4代君主となった。
だが、ローマ教皇ケレスティヌス3世の和睦工作でキリスト教諸国は停戦、教皇から破門されたアルフォンソ9世はカスティーリャと和睦せざるを得なかった。窮地を脱したアルフォンソ8世は1197年にマンスールと10年の休戦協定を締結、翌1198年にアラゴン王ペドロ2世と協力してナバラへ侵略、1200年にナバラを降伏させ劣勢から立ち直った。マンスールは初め休戦を結ぶ気が無かったが、チュニジアが再び反乱を起こしたため止む無く締結、分裂したキリスト教諸国を一気に蹴散らす好機を逃した。また次第に王朝のイデオロギーであったタウヒード主義は形骸化し、宗教的情熱に支えられたベルベル人の軍隊が弱体化に向かっていった。一方、バレアレス諸島のマヨルカ島にいたムラービト朝の後裔ガーニヤ族がイフリーキヤへ介入したり、ハンマード朝の残党も中央マグリブ奪還を図ったため、マンスールはこれらの反乱に悩まされモロッコとアンダルスを行き来する羽目に陥った。

### キリスト教勢力に敗北、衰退
ナースィルの治世もイフリーキヤとアンダルスの戦争にかかりきりで、1203年のマヨルカ島征服、1209年のガーニヤ族討伐でイフリーキヤは平定された。しかしアンダルスではキリスト教諸国の団結が進み、教皇インノケンティウス3世とトレド大司教ロドリゴ・ヒメネス・デ・ラダが1209年までにナバラ・アラゴン・レオン・カスティーリャを和睦させ、カスティーリャを中心としたムワッヒド朝への十字軍結成を呼び掛け決戦への準備を整えていった。1209年にアルフォンソ8世が休戦を破りムワッヒド朝の国境を侵略したことにナースィルは抗議したが無視され、1211年に懲罰遠征を決意してアンダルスへ渡海、サルバティエラ城を落としてセビリアで越冬しつつモロッコからの援軍を召集した。アルフォンソ8世もペドロ2世・サンチョ7世の援軍およびフランスの参加者からなる十字軍を結集、1212年春までに両者は決戦に向けて軍勢を増やしていった。
7月16日、ナースィルのムワッヒド軍はコルドバの近郊でアルフォンソ8世らの十字軍に敗れ（ナバス・デ・トロサの戦い）、アンダルスでの支配力を失った。十字軍は戦後に流行した疫病と各都市のムワッヒド朝の総督たちの抵抗で引き上げたが、ムワッヒド朝の威信は失墜、マラケシュへ逃げ帰ったナースィルは翌1213年に死去した。息子のユースフ2世が後を継いだが、幼少の彼は地方総督やシャイフたちに政治を丸投げして、宮廷に引き籠り帝国を顧みなかった。
1224年、ユースフ2世が子供を残さず死ぬと後継者争いが勃発、次々とカリフを名乗る人物が続出しモロッコとアンダルスは内乱で都市の争奪戦が繰り広げられ、シャイフたちもカリフを擁立・暗殺して内乱を助長した。初めユースフ2世の大叔父アブドゥル・ワーヒド1世がシャイフに擁立されたが、甥でユースフ2世の叔父のムルシア総督アブドゥッラー・アーディルが反発してカリフを宣言、同年にアブドゥル・ワーヒド1世を見限り暗殺したシャイフたちに承認された。ところがセビリア総督アブー・ムハンマド・アル・バイヤーシーがカスティーリャ王（後にレオン王も兼任）フェルナンド3世と同盟を結び、彼の軍にアンダルスのアーディル派の都市を攻撃させた。この機に乗じてフェルナンド3世はレコンキスタを大きく前進させた一方、ムワッヒド朝はなす術も無くアンダルス諸都市を奪われたばかりか、バイヤーシーと兄弟のバレンシア総督アブー・ザイドの離反も招いた。

### 内乱、滅亡
アーディルの弟のアブー・アル・アラーはバイヤーシーとの戦いに明け暮れ、1226年にコルドバ市民の反乱でバイヤーシーは戦死したがカスティーリャ軍の進出を防げず、賠償金を支払い休戦するしかなかった。1227年9月15日にアラーは兄に反抗してカリフを宣言、マアムーンの称号を名乗った（イドリース・マアムーン）。10月に兄がシャイフたちに暗殺され、ユースフ2世の弟でアーディル・マアムーン兄弟の甥ヤフヤー・ムウタスィムがシャイフたちにカリフとして擁立されると、対抗のためマアムーンはモロッコへ渡ったが、その際キリスト教徒傭兵500人も連れたことはムワッヒド朝の宗教権威を失墜させた。
さらに本拠地のマグリブでもムワッヒド朝に対する反乱が起こった。マグリブはナースィルの治世の頃から不穏な動きが見られ、シャイフでガーニヤ族討伐に戦功を上げたイフリーキヤ総督アブドゥル・ワーヒドは半独立の姿勢を示し、ベルベル人一派のマリーン族も1213年頃から反乱を準備していた。
マアムーンの治世はモロッコで彼とムウタスィムの内乱が激化して政治が混乱したが、1229年にはマアムーン自らが布告を発し、タウヒード思想を放棄した。この結果ムワッヒド朝はますます求心力を失い、アブドゥル・ワーヒドの息子アブー・ザカリーヤー1世がハフス朝を興して独立するなど、版図は急速に縮小してモロッコ周辺を支配するのみとなった。1232年のマアムーン死後は息子のアブドゥル・ワーヒド2世がムウタスィムを討ち取り、兄弟のアブールハサン・サイード、続いて又従兄弟のウマル・ムルタダーが君主になったが、ムワッヒド朝は新興のマリーン朝とハフス朝との抗争に忙殺され、事実上アンダルスから撤退せざるを得なかった。アルジェリアでもヤグムラーサン・イブン・ザイヤーンが離反してザイヤーン朝を興しマグリブは分裂、もはやカリフは有力官僚と軍人の傀儡と化し、タイファが乱立するアンダルスはキリスト教諸国に征服され、ナスル朝グラナダ王国などのタイファはカスティーリャに臣従して生き延びた。
1269年、マリーン朝の君主アブー・ユースフ・ヤアクーブがマラケシュを征服し、最後のカリフイドリース・ワーシクは戦死、ムワッヒド朝は滅亡した。残党はティンメルに逃げたが1276年までに討伐された。

## 社会・経済
ムワッヒド朝治下では都市も地方も繁栄した。経済発展に尽力したマンスールが灌漑工事を進めたおかげで農業の改良と生産が向上、各鉱山から金・銀・鉄・銅が産出され未曾有の発展を遂げたからであり、手工業も金属加工で発達し商材となる製品が作られた。航海術・造船業の進展で交易も整備され、イタリア・カタルーニャから来た外国商人を北アフリカへ引き寄せ、各地に商館や都市が作られ、商業・経済は大いに発展した。鋳造された金貨・銀貨がヨーロッパへ出回り、税収の増加も発展の一助になった。
経済発展を背景にマンスールは建築も進め、セビリアの拡大と整備、ヒラルダの塔（後にセビリア大聖堂の一部に転用）やラバトのハサン塔を建設した。また文化発展にも努力し、哲学・科学への関心の高さから宮廷に多くの学者を招聘、イブン・トファイルとイブン・ルシュドがマンスールに仕えながら著述活動に励んだ（ただし、後者は宗教上の問題で排斥）。

## 宗教・軍事
イベリア半島ではキリスト教勢力とイスラム教勢力に軍事の違いがあり、封建制に基づく臨戦態勢が構築された前者に対し、後者には農村自治体が直接貢納を媒介して国家と結びつくため、そうした封建領主が不在だった。非軍事的かつ市民社会のアンダルスは小規模なタイファの軍隊のみで、タイファ諸国は内心ムワッヒド朝の介入を嫌っていたが、イブン・マルダニーシュの脅威を前に外来のムワッヒド朝に頼る他なく、アルムーミンに介入を懇願したことがムワッヒド朝のアンダルス遠征のきっかけになった。
ムワッヒド朝はタウヒードをイデオロギーにしてマスムーダ族を軍事的支柱に据えたが、アラブ人やマスムーダ族のベルベル人、黒人、トルコ人などが次第に軍中枢を圧倒した。この雑多な外人部隊はカリスマ的指揮官以外に統制が取れず、彼等の増加がムワッヒド朝のイデオロギーへの忠誠心を失わせ、ナバス・デ・トロサの戦いで兵士たちが逃亡して敗北するまでになった。
また、ムワッヒド朝は宗教に不寛容で、カリフはユダヤ人を迫害、マーリク学派を弾圧、イベリア半島で上陸するとジハードを鼓舞したが、イベリア半島の文化に触れ教養を身に着けると信仰心を失い、宗教的熱狂は冷めていった。哲学の流行で発生した神学論争の影響もあり、ルシュドとの関わりが深かったマンスールはムワッヒド朝の基本教義であるトゥーマルトの不謬性を信じていなかったという。異教徒弾圧にも不明な点が多く、ムラービト朝の頃からタイファはおろか民衆もジハードに無関心だった状態を変えられなかったムワッヒド朝は、カリフがアンダルスの気風に馴染むと当初の宗教的熱狂を失い民衆との乖離を招いた。やがてマアムーンがキリスト教傭兵を雇ったりタウヒード思想を放棄したことでムワッヒド朝は正統性を失い、ハフス朝誕生など領土の分裂を促し滅亡へ至った。

## 歴代君主
1. アブドゥルムウミン（アブド・アルムーミン、1130年 - 1163年）
2. アブー＝ヤアクーブ・ユースフ1世（1163年 - 1184年）
3. ヤアクーブ・マンスール（1184年 - 1199年）
4. ムハンマド・ナースィル（1199年 - 1213年）
5. ユースフ2世（ムスタンスィル、1214年 - 1224年）
6. アブドゥル・ワーヒド1世（マフルー、1224年）
7. アブドゥッラー・アーディル（1224年 - 1227年）
8. ヤフヤー・ムウタスィム（1227年 - 1229年）
9. イドリース・マアムーン（1229年 - 1232年）
10. アブドゥル・ワーヒド2世（ラシード、1232年 - 1242年）
11. アブールハサン・サイード（1242年 - 1248年）
12. ウマル・ムルタダー（1248年 - 1266年）
13. イドリース・ワーシク（1266年 - 1269年）

## 系図
|  |  | アブドゥルムウミン1              |                         |                         |                         |                         |                         |  |  |                             |                             |                             |                             |                             |                             |  |  |                           |                           |                           |                           |                           |                           |  |  |                            |                            |                            |                            |                            |                            |  |  |                        |                        |                        |                        |                        |                        |  |  |                      |                      |                      |                      |                      |                      |  |  |  |  |  |  |  |  |  |  |  |  |  |  |  |  |  |  |  |  |  |  |  |  |  |  |  |  |  |  |  |  |  |  |
|  |  |                                  |                         |                         |                         |                         |                         |  |  |                             |                             |                             |                             |                             |                             |  |  |                           |                           |                           |                           |                           |                           |  |  |                            |                            |                            |                            |                            |                            |  |  |                        |                        |                        |                        |                        |                        |  |  |                      |                      |                      |                      |                      |                      |  |  |  |  |  |  |  |  |  |  |  |  |  |  |  |  |  |  |  |  |  |  |  |  |  |  |  |  |  |  |  |  |  |  |
|  |  | アブー＝ヤアクーブ・ユースフ1世2 |                         |                         |                         |                         |                         |  |  |                             |                             |                             |                             |                             |                             |  |  |                           |                           |                           |                           |                           |                           |  |  |                            |                            |                            |                            |                            |                            |  |  |                        |                        |                        |                        |                        |                        |  |  |                      |                      |                      |                      |                      |                      |  |  |  |  |  |  |  |  |  |  |  |  |  |  |  |  |  |  |  |  |  |  |  |  |  |  |  |  |  |  |  |  |  |  |
|  |  |                                  |                         |                         |                         |                         |                         |  |  |                             |                             |                             |                             |                             |                             |  |  |                           |                           |                           |                           |                           |                           |  |  |                            |                            |                            |                            |                            |                            |  |  |                        |                        |                        |                        |                        |                        |  |  |                      |                      |                      |                      |                      |                      |  |  |  |  |  |  |  |  |  |  |  |  |  |  |  |  |  |  |  |  |  |  |  |  |  |  |  |  |  |  |  |  |  |  |
|  |  |                                  |                         |                         |                         |                         |                         |  |  |                             |                             |                             |                             |                             |                             |  |  |                           |                           |                           |                           |                           |                           |  |  |                            |                            |                            |                            |                            |                            |  |  |                        |                        |                        |                        |                        |                        |  |  |                      |                      |                      |                      |                      |                      |  |  |  |  |  |  |  |  |  |  |  |  |  |  |  |  |  |  |  |  |  |  |  |  |  |  |  |  |  |  |  |  |  |  |
|  |  | ヤアクーブ・マンスール3          | ヤアクーブ・マンスール3 | ヤアクーブ・マンスール3 | ヤアクーブ・マンスール3 | ヤアクーブ・マンスール3 | ヤアクーブ・マンスール3 |  |  |                             |                             |                             |                             |                             |                             |  |  | アブドゥル・ワーヒド1世6  | アブドゥル・ワーヒド1世6  | アブドゥル・ワーヒド1世6  | アブドゥル・ワーヒド1世6  | アブドゥル・ワーヒド1世6  | アブドゥル・ワーヒド1世6  |  |  |                            |                            |                            |                            |                            |                            |  |  |                        |                        |                        |                        |                        |                        |  |  | ザーヒル             | ザーヒル             | ザーヒル             | ザーヒル             | ザーヒル             | ザーヒル             |  |  |  |  |  |  |  |  |  |  |  |  |  |  |  |  |  |  |  |  |  |  |  |  |  |  |  |  |  |  |  |  |  |  |
|  |  | ヤアクーブ・マンスール3          | ヤアクーブ・マンスール3 | ヤアクーブ・マンスール3 | ヤアクーブ・マンスール3 | ヤアクーブ・マンスール3 | ヤアクーブ・マンスール3 |  |  |                             |                             |                             |                             |                             |                             |  |  | アブドゥル・ワーヒド1世6  | アブドゥル・ワーヒド1世6  | アブドゥル・ワーヒド1世6  | アブドゥル・ワーヒド1世6  | アブドゥル・ワーヒド1世6  | アブドゥル・ワーヒド1世6  |  |  |                            |                            |                            |                            |                            |                            |  |  |                        |                        |                        |                        |                        |                        |  |  | ザーヒル             | ザーヒル             | ザーヒル             | ザーヒル             | ザーヒル             | ザーヒル             |  |  |  |  |  |  |  |  |  |  |  |  |  |  |  |  |  |  |  |  |  |  |  |  |  |  |  |  |  |  |  |  |  |  |
|  |  |                                  |                         |                         |                         |                         |                         |  |  |                             |                             |                             |                             |                             |                             |  |  |                           |                           |                           |                           |                           |                           |  |  |                            |                            |                            |                            |                            |                            |  |  |                        |                        |                        |                        |                        |                        |  |  |                      |                      |                      |                      |                      |                      |  |  |  |  |  |  |  |  |  |  |  |  |  |  |  |  |  |  |  |  |  |  |  |  |  |  |  |  |  |  |  |  |  |  |
|  |  | ムハンマド・ナースィル4          | ムハンマド・ナースィル4 | ムハンマド・ナースィル4 | ムハンマド・ナースィル4 | ムハンマド・ナースィル4 | ムハンマド・ナースィル4 |  |  | アブドゥッラー・アーディル7 | アブドゥッラー・アーディル7 | アブドゥッラー・アーディル7 | アブドゥッラー・アーディル7 | アブドゥッラー・アーディル7 | アブドゥッラー・アーディル7 |  |  | イドリース・マアムーン9   | イドリース・マアムーン9   | イドリース・マアムーン9   | イドリース・マアムーン9   | イドリース・マアムーン9   | イドリース・マアムーン9   |  |  |                            |                            |                            |                            |                            |                            |  |  | アブー＝ハフス・ウマル | アブー＝ハフス・ウマル | アブー＝ハフス・ウマル | アブー＝ハフス・ウマル | アブー＝ハフス・ウマル | アブー＝ハフス・ウマル |  |  | イスハーク           | イスハーク           | イスハーク           | イスハーク           | イスハーク           | イスハーク           |  |  |  |  |  |  |  |  |  |  |  |  |  |  |  |  |  |  |  |  |  |  |  |  |  |  |  |  |  |  |  |  |  |  |
|  |  | ムハンマド・ナースィル4          | ムハンマド・ナースィル4 | ムハンマド・ナースィル4 | ムハンマド・ナースィル4 | ムハンマド・ナースィル4 | ムハンマド・ナースィル4 |  |  | アブドゥッラー・アーディル7 | アブドゥッラー・アーディル7 | アブドゥッラー・アーディル7 | アブドゥッラー・アーディル7 | アブドゥッラー・アーディル7 | アブドゥッラー・アーディル7 |  |  | イドリース・マアムーン9   | イドリース・マアムーン9   | イドリース・マアムーン9   | イドリース・マアムーン9   | イドリース・マアムーン9   | イドリース・マアムーン9   |  |  |                            |                            |                            |                            |                            |                            |  |  | アブー＝ハフス・ウマル | アブー＝ハフス・ウマル | アブー＝ハフス・ウマル | アブー＝ハフス・ウマル | アブー＝ハフス・ウマル | アブー＝ハフス・ウマル |  |  | イスハーク           | イスハーク           | イスハーク           | イスハーク           | イスハーク           | イスハーク           |  |  |  |  |  |  |  |  |  |  |  |  |  |  |  |  |  |  |  |  |  |  |  |  |  |  |  |  |  |  |  |  |  |  |
|  |  |                                  |                         |                         |                         |                         |                         |  |  |                             |                             |                             |                             |                             |                             |  |  |                           |                           |                           |                           |                           |                           |  |  |                            |                            |                            |                            |                            |                            |  |  |                        |                        |                        |                        |                        |                        |  |  |                      |                      |                      |                      |                      |                      |  |  |  |  |  |  |  |  |  |  |  |  |  |  |  |  |  |  |  |  |  |  |  |  |  |  |  |  |  |  |  |  |  |  |
|  |  | ユースフ2世5                     | ユースフ2世5            | ユースフ2世5            | ユースフ2世5            | ユースフ2世5            | ユースフ2世5            |  |  | ヤフヤー・ムウタスィム8     | ヤフヤー・ムウタスィム8     | ヤフヤー・ムウタスィム8     | ヤフヤー・ムウタスィム8     | ヤフヤー・ムウタスィム8     | ヤフヤー・ムウタスィム8     |  |  | アブドゥル・ワーヒド2世10 | アブドゥル・ワーヒド2世10 | アブドゥル・ワーヒド2世10 | アブドゥル・ワーヒド2世10 | アブドゥル・ワーヒド2世10 | アブドゥル・ワーヒド2世10 |  |  | アブールハサン・サイード11 | アブールハサン・サイード11 | アブールハサン・サイード11 | アブールハサン・サイード11 | アブールハサン・サイード11 | アブールハサン・サイード11 |  |  | ムハンマド             | ムハンマド             | ムハンマド             | ムハンマド             | ムハンマド             | ムハンマド             |  |  | ウマル・ムルタダー12 | ウマル・ムルタダー12 | ウマル・ムルタダー12 | ウマル・ムルタダー12 | ウマル・ムルタダー12 | ウマル・ムルタダー12 |  |  |  |  |  |  |  |  |  |  |  |  |  |  |  |  |  |  |  |  |  |  |  |  |  |  |  |  |  |  |  |  |  |  |
|  |  | ユースフ2世5                     | ユースフ2世5            | ユースフ2世5            | ユースフ2世5            | ユースフ2世5            | ユースフ2世5            |  |  | ヤフヤー・ムウタスィム8     | ヤフヤー・ムウタスィム8     | ヤフヤー・ムウタスィム8     | ヤフヤー・ムウタスィム8     | ヤフヤー・ムウタスィム8     | ヤフヤー・ムウタスィム8     |  |  | アブドゥル・ワーヒド2世10 | アブドゥル・ワーヒド2世10 | アブドゥル・ワーヒド2世10 | アブドゥル・ワーヒド2世10 | アブドゥル・ワーヒド2世10 | アブドゥル・ワーヒド2世10 |  |  | アブールハサン・サイード11 | アブールハサン・サイード11 | アブールハサン・サイード11 | アブールハサン・サイード11 | アブールハサン・サイード11 | アブールハサン・サイード11 |  |  | ムハンマド             | ムハンマド             | ムハンマド             | ムハンマド             | ムハンマド             | ムハンマド             |  |  | ウマル・ムルタダー12 | ウマル・ムルタダー12 | ウマル・ムルタダー12 | ウマル・ムルタダー12 | ウマル・ムルタダー12 | ウマル・ムルタダー12 |  |  |  |  |  |  |  |  |  |  |  |  |  |  |  |  |  |  |  |  |  |  |  |  |  |  |  |  |  |  |  |  |  |  |
|  |  |                                  |                         |                         |                         |                         |                         |  |  |                             |                             |                             |                             |                             |                             |  |  |                           |                           |                           |                           |                           |                           |  |  |                            |                            |                            |                            |                            |                            |  |  | イドリース・ワーシク13 |                        |                        |                        |                        |                        |  |  |                      |                      |                      |                      |                      |                      |  |  |  |  |  |  |  |  |  |  |  |  |  |  |  |  |  |  |  |  |  |  |  |  |  |  |  |  |  |  |  |  |  |  |